# Joseph Duffy
Joseph Duffy (* 3. Februar 1934 in Dublin, Irland) ist emeritierter römisch-katholischer Bischof von Clogher in Irland.

## Leben
Joseph Duffy, ältestes von vier Kindern von Edward Duffy und Brigid MacEntee, besuchte die St. Louis' Infant School in Clones, County Monaghan und das St. Macartan's Colleg in Monaghan. Er studierte katholische Theologie und Philosophie am St. Patrick’s College in Maynooth und empfing am 22. Juni 1958 die Priesterweihe. Im Anschluss daran studierte er an der National University of Ireland, wo er 1960 mit einer Arbeit über den Dialekt von South Tipperary den Master erlangte. Nach seinem Studium unterrichtete Duffy zwölf Jahre lang Irisch und Französisch am St. Macartan's College. Von 1972 bis 1979 war Duffy Kurator in der Kirchengemeinde Enniskillen, County Fermanagh.
Am 7. Juli 1979 wurde Duffy im Alter von 45 Jahren durch Papst Johannes Paul II. zum Bischof des Bistums Clogher ernannt. Die Bischofsweihe spendete ihm der Erzbischof von Armagh, Tomás Kardinal Ó Fiaich.
Während der 1980er-Jahre war Duffy Vorsitzender der Liturgiekommission der Irischen Bischofskonferenz. In den 1990ern war er einige Jahre lang Sprecher der Irischen Bischofskonferenz.
Am 6. Mai 2010 nahm Papst Benedikt XVI. seinen altersbedingten Rücktritt an.